# Gare de Kuopio
La Gare de Kuopio (en finnois : Kuopion rautatieasema)  est une gare du réseau  ferroviaire de Finlande située dans le quartier de Maljalahti à Kuopio en Finlande.

## Situation ferroviaire
La gare est à 464,6 km de distance de la Gare centrale d'Helsinki. La prochaine gare vers le sud est la gare de Suonenjoki et vers le nord la gare de Siilinjärvi.

## Histoire
Le bâtiment actuel, conçu par Jarl Ungern et Thure Hellström, est construit en 1934. La gare précédente était plus à l'est et à proximité de la voie.
En 2008, la gare a accueilli  512 000 voyageurs.

## Service des voyageurs

### Accueil
Les services aux voyageurs sont transférés dans le centre de voyage situé dans le complexe Kuopion Portti à proximité de la gare.